# کیشکا

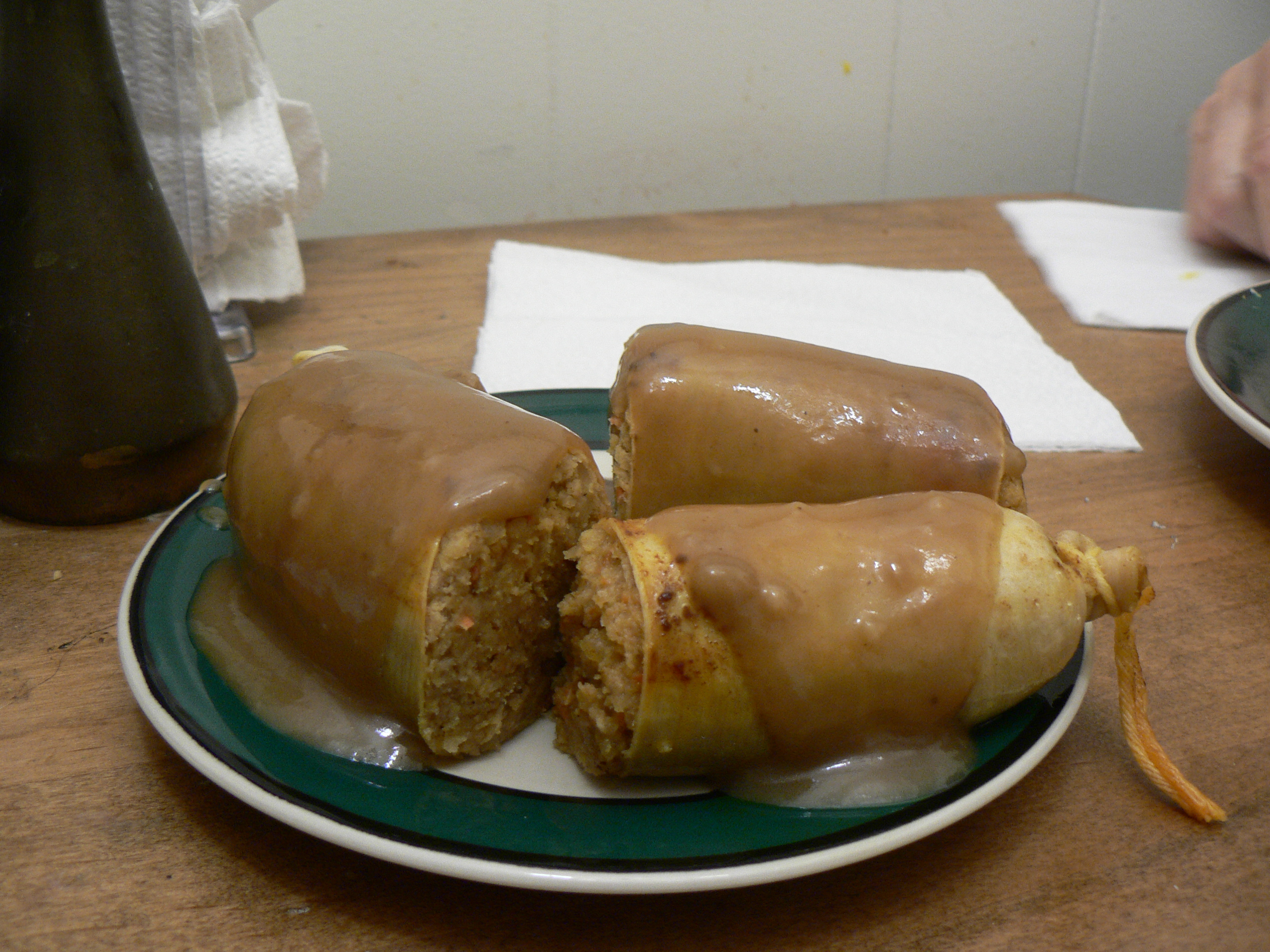
کیشکا

کیشکا (اسلوونیایی: kašnica) نوعی سوسیس محبوب در اروپای شرقی و همچنین آشپزی یهودی اشکنازی است. ریشهٔ واژه کیشکا، روسی است و به معنای روده یا امعا احشا می‌باشد. امروزه دیگر به روده و امعا احشا نیازی نیست، در واقع به جای روده، از کاغذهای پوستی یا کاغذهای پلاستیکی استفاده می‌شود که با گوشت یا سبزیجاتی نظیر کرفس، هویج، پیاز و ارد و ادویه پر می‌شوند.